# Serafín Castellano
Serafín Castellano Gómez est un homme politique espagnol né le 2 août 1964 à Benissanó (province de Valence), membre du Parti populaire (PP).

## Biographie
Serafín Castellano est élu en 1991 député de la circonscription de Valence au Parlement valencien et maire de Benissanó. Il conserve son mandat municipal jusqu'en 1999, et parlementaire jusqu'en 2014.
Il est conseiller à la Justice entre 1999 et 2000, puis à la Santé jusqu'en 2003. Il est ensuite désigné porte-parole du groupe parlementaire du PP au Parlement valencien. Il revient au gouvernement territorial comme conseiller à l'Intérieur en 2007, et le reste jusqu'en 2014, sous les présidences de Francisco Camps et Alberto Fabra, ainsi que secrétaire général du Parti populaire de la Communauté valencienne (PPCV), présidé par Fabra, entre 2012 et 2014.
Cette année-là, il devient délégué du gouvernement espagnol dans la Communauté valencienne, fonction dont il est relevé en 2015 après avoir été placé en garde à vue dans une affaire de corruption.